# Dipartimento di Minas (Córdoba)
Minas è un dipartimento argentino, situato nella parte occidentale della provincia di Córdoba, con capoluogo San Carlos Minas.

## Geografia fisica
Esso confina a nord e ad est con il dipartimento di Cruz del Eje, a sud con quello di Pocho, e ad ovest con la provincia di La Rioja.
Il dipartimento è suddiviso nelle seguenti pedanie: Argentina, Ciénaga del Coro, Guasapampa, San Carlos.

## Società

### Evoluzione demografica
Secondo il censimento del 2001, su un territorio di 3 730 km², la popolazione ammontava a 4 881 abitanti, con un aumento demografico del 1,69% rispetto al censimento del 1991.

## Amministrazione
Nel 2001 il dipartimento comprendeva:
- 7 comuni (comunas in spagnolo):
  - Ciénaga del Coro
  - El Chacho
  - Estancia de Guadalupe
  - Guasapampa
  - La Playa
  - Talaini
  - Tosno
- 1 municipalità (municipio in spagnolo):
  - San Carlos Minas